# Chaudron (station de téléphérique)
Pour les articles homonymes, voir Chaudron.
Chaudron est une station de téléphérique française située dans le quartier du Chaudron, à Saint-Denis de La Réunion. Terminus nord de la ligne Papang, la première des deux lignes du téléphérique urbain de la Cinor, elle entre en service en même temps qu'elle le 15 mars 2022.